# 感情分析
感情分析（かんじょうぶんせき、英: sentiment analysis）は、オピニオンマイニング（英: opinion mining）や感情AI（英: emotion AI）とも呼ばれ、自然言語処理、テキスト解析、計算言語学、バイオメトリクス (en:英語版) などを使用して、感情状態や主観的情報を体系的に識別、抽出、定量化、探究する技術である。感情分析は、マーケティングから顧客サービス、臨床医学に至るまで、さまざまな用途で、レビューやアンケート回答などの顧客の声、オンラインメディアやソーシャルメディアのコンテンツ、ヘルスケア情報などの分析に利用されている。RoBERTaのような深層言語モデルの登場により、たとえば記者が暗黙のうちに感情を表現することが多いニューステキストなど、より困難なデータ領域も分析できるようになった。

## 例
感情分析の目的と課題は、いくつかの簡単な例で説明することができる。

### 簡単な例
- オールデイ・クルーザーの中でも、コロネットは最高のラインを持っている。
- バートラムの船体は深いV字型で、海を軽々と滑走することができる。
- 1980年代のパステルカラーのフロリダ発のデイ・クルーザーは魅力がない。
- 古いキャビン・クルーザー（英語版）は嫌いだ。

### より難しい例
- キャビンクルーザーが嫌いというわけではない。(否定の扱い)
- 水上バイクを嫌うのは、あまり得意ではない。(否定、逆語順)
- 時に複合艇はかなりイライラする。(副詞が感情を修飾する)
- こんな天気で外出するなんてワクワクする。(皮肉の可能性がある)
- ライムストーンよりクリスクラフトの方がかっこいい。(2つのブランド名、態度の対象を特定するのは難しい）。
- クリスクラフトはライムストーンより美的感覚に優れているが、ライムストーンは耐航性と信頼性を醸し出している。(2つの態度、2つのブランド名)。
- この映画は、不穏な展開が多くて驚かされた。(ある領域で肯定的な意味で使われる否定的な言葉）。
- このヤバいデザートメニューを見てくれ。(甘くて濃厚という意味を持つ。態度用語は、最近、特定の領域で極性が変化している)
- この携帯電話を愛用しているけど、同僚には勧められない。(分類が困難な、条件付きの肯定的な感情)
- 来週の演奏はkoide9だ!（フランス語で「Quoi de neuf?」（新しいもの）を意味する。新しく作られた用語は、非常に態度的であり、極性が不安定で、既知の語彙から外れていることがよくある)。

## 種類

### 極性の識別
感情分析の基本的なタスクの1つは、与えられたテキストの極性（polarity）を、文書、文、または特徴／側面のレベルで決定することである。つまり、文書、文、またはエンティティ（実体）の特徴／側面で表現された意見が、肯定的（positive）、否定的（negative）、または中立的（neutral）かどうかを分類する作業である。「極性を超えた」高度な感情分類では、たとえば、喜び、怒り、嫌悪、悲しみ、恐怖、驚きなどの感情状態も考慮する。
感情分析以前には、文中のパターンを数値化することで洞察を与えた General Inquirer や、それとは別に、言語行動に基づいて人の心理状態を分析する心理学研究などの方法があった。
その後、VolcaniとFogelが特許を取得した方法は、特に感情に焦点を当て、さまざまな感情尺度でテキスト内の個々の単語やフレーズ（熟語、言い回し）を識別した。彼らの研究に基づいて開発されたEffectCheckというシステムは、各尺度において感情喚起のレベルを増減させるために使用できる同義語を提示する。
その後の多くの取り組みはあまり洗練されておらず、感情を肯定的と否定的を両極に配した極性尺度で表現していた。たとえば、TurneyとPangは、それぞれ製品レビューと映画レビューの極性を文書レベルで検出するために異なる方法を適用した。しかし、PangとSnyderらのように、文書の極性を多方向スケールで分類しようとする試みもあった。たとえばPangとLeeは、映画レビューを肯定的か否定的かのいずれかに分類するという基本的なタスクを拡張し、3つ星または4つ星スケールでの星評価を予測しfた。Snyderは、レストランのレビューを詳細に分析し、料理や雰囲気など、与えられたレストランのさまざまな側面に対する評価を5つ星スケールで予測した。
2004年、アメリカ人工知能学会（AAAI）スプリングシンポジウムで、テキストにおける情動、魅力、主観性、感情に関する体系的な計算研究のために、学習・語彙・知識ベースなどのさまざまな手法を統合する第一歩が踏み出された。そこでは、言語学者、コンピュータ科学者、その他の関心を持つ研究者が互いの関心領域を調整し、共有タスクやベンチマーク用データセットを提案した。
多くの統計的分類法は、中立的なテキストが二値分類器の境界近くに位置するという前提で中立クラスを無視しているが、あらゆる極性問題と同様に、3つのカテゴリを識別する必要があることを示唆する研究者もいる。最大エントロピーやサポートベクターマシン（SVM）などの特定の分類器では、中立クラスを組み込むことで、分類精度が全体的に向上することが実証されている。中立クラスを組み込む仕組みとして2つの方法がある。アルゴリズムが最初に中立的な言葉を特定し、フィルタで除外して、残りのテキストを肯定的な感情と否定的な感情の観点から評価する方法と、1つのステップで3方向の分類システムを構築する方法である。この2番目の方法では、多くの場合、すべてのカテゴリに対する確率分布を推定する（たとえば、NLTKで実装されている単純ベイズ分類器による）。中立クラスを含めるかどうか、またどのように含めるかは、データの性質に依存する。データが中立的、否定的、肯定的な言葉に明確に分類されている場合、中立的な言葉を除外して、肯定的な感情と否定的な感情の間の極性に焦点を当てることは理にかなっている。一方、データのほとんどが中立的で、肯定と否定の感情がわずかに偏差をもつ場合、この戦略をとると、2つの極性を明確に区別することが難しくなる可能性がある。
感情を決定する別の方法は、スケーリングシステムを使用することである。一般的に否定的、中立的、または肯定的な感情と関連付けられた単語に、-10から+10のスケール（最も否定的から最も肯定的まで）、または単純に0から+4などの正の上限値で対応する数値が付与される。これにより、ある用語の感情を、その文脈（通常は文レベル）に関して調整することができる。構造化されていないテキストを自然言語処理で分析する場合、指定された文脈内の各概念は、その概念に対する感情語の関わり方と感情値に基づいてスコアが付与される。これにより、ある概念の感情値を周囲のあらゆる変化に対して相対的に調整できるため、感情をより高度に理解することができるようになる。たとえば、概念によって表現された感情を強める、緩和する、否定する単語は、そのスコアに影響を与える。また、テキストの全体的な極性や強さではなく、テキスト内の感情を判断することを目的とするなら、テキストに肯定的および否定的な感情強度スコアを与えることができる。
感情分析には他にも、アスペクトベース感情分析、グレーディング感情分析（肯定、否定、中立）、多言語感情分析、感情検出など、さまざまな種類がある。

### 主観・客観の識別
主観性分析のタスクは一般に、与えられたテキスト（通常は文・文章）を、客観的または主観的な2つのクラスのいずれかに分類することと定義される。単語やフレーズの主観は文脈に依って変わり、たとえば、人々の意見を引用したニュース記事のように、客観的な文書の中に主観的な文が含まれることもあるため、この作業は極性分類よりも難しい場合がある。さらに、Suが指摘したように、主観性分析の結果は、テキストに注釈する際に使用される「主観性の定義」に依存する。しかし、Pangは、極性分類を行う前に文書から客観的な文を削除することで、成績を向上させることができることを示した。
文や文書に含まれているのが客観的な事実なのか、それも主観的な意見なのかを識別することは、感情分析の新たな側面である。この作業では、構文的特徴や意味的特徴、機械学習を使用する。しかし、事実と意見を識別することは新しく生まれたものではなく、1979年にイェール大学のCarbonellによって発表されている。
客観的という用語は、事実や実際の出来事に基づいた情報を指している。
- 客観的な文の例：「米国大統領に選出されるには、候補者は35歳に達していなければならない」。

主観的という用語は、客観的な事実に反する情報を指しており、個人的な意見、判断、予測などさまざまな形がある。Quirkらはこれを「個人的言及（private states）」と言及している。次の例では「私たちアメリカ人」という表現があり、個人的言及を反映している。さらに、Liu（2010）が述べているように、これらの意見の対象は、有形の製品から無形の話題まで多岐にわたる。また、Liuは、肯定的意見、中立的意見、否定的意見の3種類の態度を特定している。
- 主観的な文の例：「私たちアメリカ人は、成熟していて賢明な判断を下せる大統領を選ぶ必要がある」。

この分析は主観性分類問題として分類することができる。
注釈のないテキストから望ましいパターンを探し出すために各クラスが使用する単語やフレーズの集まりは標識として定義されている。主観的表現に特化した別の単語リストが作成されている。これらの指標のリストは、Riloff et al.（2003）が述べているように、言語学者や自然言語処理分野の研究者によって開発されたものである。与えられた表現を測定するためには、抽出ルールの辞書を作成する必要がある。主観認識のための特徴抽出では、長年にわたって、手作業による特徴の収集・整理から自動化された特徴学習へと進歩してきた。現在、自動学習法は教師あり学習と教師なし学習に分けることができる。学術研究者は、注釈付きテキストと注釈なしテキストの両方について、機械学習によるパターン抽出を広く研究してきた。
しかし、表現に関する不変のルールセットを開発することは、研究者が認識しているように、いくつかの課題がある。これらの課題は、テキスト情報の性質に起因しており、次の6つの要因が含まれている。1）比喩表現、2）文体の不一致、3）文脈への依存、4）使用頻度の少ない代表的な語、5）時間的な制約、6）増え続ける量。
1. 比喩表現。テキストに見られる比喩的な表現は、抽出の成績に影響を与える可能性があり[27]、また、比喩はさまざまな形態があるため、誤検出の増加に影響している可能性がある。
2. 文体の不一致。特にインターネットから入手したテキストを扱う場合、テキストデータにはさまざまな形式や様式が含まれる可能性がある。
3. 文脈への依存。前後の文の主観や客観によって分類が変わることがある[25]。
4. 使用回数が少ないものの、ルール作成においては手がかりとなる語（cue words）が存在する。
5. 時間的な制約。テキストデータに含まれる時間的な制約によって、この作業を難しくすることがある。たとえば、研究者グループがニュースの事実を確認したい場合、ニュースが陳腐化するよりも長い期間を設定した交差検証を行う必要がある。
6. 増え続ける量。テキストデータが増え続けるため、研究者が合理的な時間内に作業を完了することは圧倒的に困難になる。

これまでの研究では、主に文書レベルで分類することに焦点が当てられていた。しかし、文書にはさまざまな種類の話題が含まれているため、文書レベルの分類では正確さに欠く傾向がある。ある調査では、客観的表現が支配的と予想されるニュース記事に対して、実際には主観的表現が40%以上含まれていることが明らかになった。
このような課題に取り組むため、研究者は、分類器の有効性は、パターンを学習する精度に依存すると結論付けている。そして、大量の注釈付き学習データで訓練した学習器は、あまり包括的でない主観的特徴で訓練した学習器よりも優れていることが分かっている。しかし、手作業で注釈された文の大規模なデータセットを作成することは、この種の作業を行う上で大きな障害となっている。手作業による注釈が自動学習より好まれない理由は3つある。
1. 理解度のばらつき。手作業による注釈では、言語が曖昧さにより、ある文が主観的か客観的かの判断が、作業者によって異なることがある。
2. ヒューマンエラー。手作業による注釈は、細心の注意を払い、多大な集中力を要するため、完成させるためにヒューマンエラーが起こる可能性が高い。
3. 時間がかかる。手作業による注釈は、大変な労力と時間を要する。Riloff（1996）は、1人の作業者が160個のテキストを処理するのに8時間かかったと報告している[28]。

前述の要因はすべて、主観的データと客観的データを分類する効率と効果に影響を与える可能性がある。その結果、注釈のないテキストデータから言語パターンを学習するために、2つのブートストラップ法が開発された。どちらの手法も、少数のシードワード（種単語）と注釈のないテキストデータから始める。
1. 1999年にRiloffとJonesが考案したメタ・ブートストラップ法（Meta-Bootstrapping）[29]は2つの段階を持つ。第1段階：あらかじめ定義されたルールに基づいて抽出パターンを作成し、各パターンが持つシードワードの数に基づいて抽出パターンを作成する。第2段階：上位5単語に注目して辞書に追加する。これを繰り返す。
2. ThelenとRiloffによって開発されたBasilisk法 （Bootstrapping Approach to Semantic Lexicon Induction using Semantic Knowledge）[30]は3つの段階を持つ。 第1段階：抽出パターンを作成する。第2段階：パターンプールから最良のパターンを候補単語プールに移動する。第3段階：上位10単語に着目して辞書に追加する。これを繰り返す。

これらのアルゴリズムは、主観的および客観的な分類を含む作業における自動パターン認識および抽出の必要性を強調するものである。
主観的および客観的な分類器を使用することで、さまざまな自然言語処理のアプリケーションを強化することができる。この分類器の主な利点の1つは、さまざまな業界でデータ駆動型の意思決定プロセスの実践を普及させたことである。Liuによると、主観的／客観的識別のアプリケーションは、ビジネス、広告、スポーツ、および社会科学で実践されている。
- オンラインレビューの分類： ビジネス業界では、製品への反応やレビュー、その背景をより深く理解するのに分類器が役立っている。
- 株価の予測： 金融業界では、ソーシャルメディアやインターネット上のテキスト情報などの補助情報を分類器で処理することで、予測モデルを強化することができる。Dongらが行った日本の株価に関する先行研究では、主観的／客観的モジュールを備えたモデルは、持たないモデルよりも優れた性能を発揮する可能性があることが示されている[32]。
- ソーシャルメディアの分析。
- 学生の反応の分類[33]。
- 文書の要約： 分類器は、対象に特化したコメントを抽出したり、特定の実体によって表明された意見を収集することができる。
- 複雑な質問に対する回答： 分類器は、言語で表現された複雑な質問を、主語や目的、焦点を絞った対象を分類することによって分解することができる。Yu et al.（2003）が行った研究では、文や文書レベルでのクラスタリング法を開発して雑観を識別している[34]。
- 分野別のアプリケーション
- 電子メール分析： 主観的／客観的な分類器によって、対象となる語句に関連する言語パターンを追跡することで、スパムを検出する。

### 特徴や側面
特徴や側面に基づく感情分析は、携帯電話やデジタルカメラなど製品や、銀行などサービスなどの、実体が持つさまざまな特徴や側面に対して表明された意見や感情を特定して分析するものである。ここで、特徴（feature）や側面（aspect）とは、たとえば携帯電話の画面、カメラの画質、レストランのサービスなど、実体が備え持つ属性や構成要素のことである。この方法の利点は、関心のある対象についてのニュアンス（微妙な差違）を捉えることができることである。たとえば、あるホテルは便利な立地だが食事は平凡であるなど、異なる特徴によって異なる感情反応が引き出されることがある。このような分析には、関連する実体の識別、その特徴／側面の抽出、それぞれの特徴／側面について表明された意見が肯定、否定、中立かどうかの判断など、いくつかの下位問題が含まれる。特徴の自動識別は、構文解析、トピックモデリング、ディープラーニング（深層学習）などによって行われる。このレベルの感情分析の詳細については、Liuの論文で議論されている。

### 強度ランク
感動や感情は、本質的に主観的なものである。文書、文、あるいは特徴／側面のいずれのレベルであっても、与えられたテキストに表現される感動や感情がどの程度の強度を示すかは一件一件異なる。しかし、感動や感情だけを予測しても、必ずしもメッセージを包括的に理解できるとは限らない。感動や感情の強度や水準（例:「良い」対「すばらしい」）は、1つのクラス内の正確な感性を理解する上でしばしば重要な役割を果たす。これらに対応するため、一部の手法では出力を組み合わせたスタックアンサンブル法を採用し、畳み込み型ニューラルネットワーク、長期短期記憶ネットワーク、およびゲート付き回帰型ユニットに基づく深層学習モデルを組み込み、感動と感情の強度を予測している。

## 方法と特徴
感情分析における既存の手法には、知識ベース技術、統計的手法、ハイブリッド手法の3つの主要カテゴリがある。知識ベース技術は、幸せ（happy）、悲しい（sad）、恐い（fraid）、退屈（bored）などの感情語の明確な存在に基づいて、テキストを感情カテゴリに分類する。知識ベースの中には、決まりきった感情語を列挙するだけでなく、任意の単語に特定の感情との「親和性」を付与するものもある。統計的手法では、潜在意味解析、サポートベクターマシン、バッグオブワード、意味的指向の自己相互情報量、意味空間モデルや単語埋め込みモデル、ディープラーニング（深層学習）などの機械学習要素を使用する。より高度な手法では、単語の文法的関係を利用して文脈の中で意見を掘り下げ、感情の保有者（その感情状態の持ち主）とその対象（その感情が感じられる実体）を特定し、発言者が述べた意見から特徴を得ようとする。文法的な依存関係は、テキストを詳細に構文解析することで得られる。ハイブリッド手法は、機械学習と、オントロジーや意味ネットワークなどの知識表現要素の両方を組み合わせ、他の概念に暗黙的にリンクする概念など、意味の微妙な表現を検出する。
さまざまなオープンソースのソフトウェアツールや、無償／有償の感情分析ツールは、機械学習、統計、自然言語処理の技術を使用して、ウェブページ、オンラインニュース、インターネット上のディスカッショングループ、オンラインレビュー、ウェブブログ、ソーシャルメディアなど、大規模テキストに対する感情分析を自動化する。一方、知識ベースシステムは、一般公開されているリソースから、自然言語の概念に関連する意味情報や感情情報を抽出し、システムが感情的な常識推論を行うことを可能にする。感情分析は、画像や動画などのビジュアルコンテンツにも適用できる（マルチモーダル感情分析を参照）。この分野の最初の手法として、ビジュアルコンテンツの形容詞-名詞ペア表現を利用した SentiBank がある。さらに、ほとんどの感情分類手法では、文脈や文法だけでなく語順さえも無視するバッグオブワードモデルに依存している。単語がより長いフレーズの意味を構成する方法に基づいて感情を分析する手法は、注釈に伴う追加作業が発生するが、より良い結果を示している。
感情分析では、自動システムが個々のコメント投稿者の過去の傾向やその理由を分析することができず、表現された感情を誤って分類することが多いため、人間による分析工程が必要である。人間が正しく分類したコメントのうち、約23%が自動システムと異なる。しかし、人間はお互い異なる意見を持ち、人間どうしの合意は、自動化された感情分類器が最終的に到達できる上限を規定すると主張する研究者もいる。

## 評価
感情分析システムの精度は、基本的には人間の判断との一致度に基づいて評価され、通常は、否定的テキストと肯定的テキストの2つのカテゴリに対する適合率と再現率の変量指標で測定される。しかし、研究により、人間の評価者は80%程度しか同意しないことが示されている（評価者間信頼性を参照）。そのため、70%の精度を持つプログラムは、精度は優れないようにも取れるが、人間とほぼ同等と考えられる。また、人間はどのような答えに対しても20％程度は反対する傾向があるため、仮にプログラムの精度が100%であっても20％程度は同意しないことになる。
しかし、コンピュータシステムと人間の評価者の精度を比較することは、誤りの種類が異なるため、完全に適切とは言えない。たとえば、コンピュータシステムは、否定、誇張、冗談、皮肉など、一般的に人間が理解しやすい表現を不得手とすることがある。コンピュータシステムによる誤りの中には、人間にとってあまりに幼稚に見えるものもある。一般的に、学術研究から定義された感情分析の実用性は商業目的においては疑問視されている。その主な理由は、否定から肯定への単純な一次元の感情モデルでは、ブランドや企業の評判に及ぼす世論の影響を懸念する顧客にとって、十分に実用的な洞察を提供しないためである。
感情分析の評価は、市場の要求に応えるため、PR代理店や市場調査の専門家と共同で開発された課題指向の指標に移行している。たとえば、RepLabの評価データセットでは、調査対象のテキストの内容そのものよりも、テキストがブランドの評判に与える影響に重点が置かれている。感情分析の評価はますます課題指向になってきているため、特定のデータセットに対してより正確な感情表現を得るために、それぞれの事例ごとに個別の訓練モデルが必要となる。

## Web 2.0
ブログやソーシャルネットワークなどのソーシャルメディアの台頭により、感情分析への関心が高まっている。オンラインレビュー、評価、推奨など、 オンライン上の表現が豊富になったことで、企業はこの一種の仮想通貨を使用して、製品のマーケティング、新しい機会の発見、評判の管理などを目指すようになった。そして多くの企業は、ノイズを除去し、会話を理解し、関連するコンテンツを特定し、適切な対処をとる過程を自動化するために感情分析に注目している。しかし、4chanやRedditといった匿名によるソーシャルメディア・プラットフォームの台頭は、この過程に複雑さを加えている。Webの次の段階では、Web 2.0がパブリッシング（出版）の民主化とすれば、すべての公開コンテンツに対するデータマイニングの民主化となる可能性がある。
研究の分野において、この目標に向けた第一歩が進められている。2009年現在、世界中の大学のいくつかの研究チームが、感情分析によって電子コミュニティ内の感情のダイナミクスを理解することに専念している。たとえば、2010年のCyberEmotionsプロジェクトでは、ソーシャルネットワーク上での議論を推進する上で、否定的な感情が重要な役割を果たすことを明らかにした。
感情分析アルゴリズムの多くは、単純な用語を使用しているため、製品やサービスに関する感情を表現するのに課題を抱えている。しかし、文化的な要因、言語的なニュアンス、文脈の違いによる影響もあり、記述されたテキストを単純に賛成／反対の感情に変換する非常に困難を伴う。さらに、テキストの感情の解釈に関する人間どうしの意見の相違は、コンピュータにとってこの作業がいかに難しいかを表している。さらにテキストの長さが短いほど、その難しさが増してくる。
Twitterは短い文字列のために難しいが、マイクロブログ上の感情分析により、政治的感情の有効なオンライン指標となることが実証された。ツイートの政治的感情は、政党や政治家の政治的立場と密接に対応しており、Twitterメッセージの内容がオフラインの政治情勢を反映していることが示唆される。さらに、Twitterの感情分析は、医薬品の副作用や人間の生殖サイクルなど、公衆衛生に関する問題や背後にある世界的な世相を捉えられるのに有効であることが立証されている。
感情分析は、ソーシャルメディアや製品レビューなど、著者が明示的に意見を表明する領域（「この映画は素晴らしい」）で広く利用されているが、感情が暗黙的または間接的に現れる他の領域に対する堅牢な手法が近年になって開発された。たとえば、ニュース記事では、ジャーナリズムの客観性が期待されるため、ジャーナリストは情報の極性を直接述べるのではなく、行動や出来事を説明することがよくある。辞書や表面的な機械学習機能を用いた従来の手法では、「行間の意味」を捉えることができなかったが、最近、研究者は、ニュース記事の感情を分析できるディープラーニングに基づく手法とデータセットを提案した。

## 推薦システムへの応用
感情分析は、レコメンダーシステム（推薦システム）のための有益な技術であることが実証されている。レコメンダーシステムの主な目的は、あるアイテムに対する対象ユーザーの好みを予測することである。ほとんどの主流のレコメンダーシステムは、明示的なデータセットに基づいて動作する。たとえば、協調フィルタリングは評価行列で動作し、コンテンツ依存フィルタリングはアイテムのメタデータに基づいて動作する。多くのソーシャル・ネットワーキング・サービスや電子商取引サイトでは、ユーザーがアイテムに関するレビュー、コメント、フィードバックをテキストで提供することができる。これらのユーザーが作成したテキストは、さまざまなアイテムに対するユーザーの感情的意見が豊富に含まれている。テキストはまた、あるアイテムに関する特徴／側面の種類だけでなく、それぞれの特徴に対するユーザーの感情の両方を明らかにすることができる。レコメンダーシステムにとって、これらの特徴／側面は、コンテンツ依存フィルタリングにおけるメタデータと同様の役割を果たすが、前者の方がより価値がある。ユーザーが記述したテキストによる幅広い特徴に言及しているため、アイテムに対するユーザー体験の影響を大きく反映した最も重要なものと考えられる。これに対し、一般に生産者が提供するアイテムのメタデータは、ユーザーが懸念する重要な特徴を見落とす可能性がある。ユーザーは、特徴を共有するさまざまなアイテムに対して、異なる感情を抱くかもしれない。また、同じアイテムの特徴であっても、ユーザによって異なる感情が生じる可能性がある。ユーザの特徴に対する感情は、アイテムに対するユーザの好みを反映した多次元評価スコアとして考えることができる。
ユーザが作成したテキストから抽出した特徴／側面と感情を基づき、ハイブリッド推薦システムを構築することができる。ユーザにアイテム候補を推薦する動機は2つある。第一の動機は、候補アイテムがユーザーが好みのアイテムと多くの共通点を持つことであり、第二の動機は、候補アイテムがその特徴に対して高い感性スコアを獲得していることである。あるアイテムが好みのアイテムと同じ特徴を持つ場合、ユーザーはそのアイテムを好むと考えるのが妥当である。一方、特徴を共通とする2つの候補アイテムの場合、他のユーザが一方に肯定的で、もう一方は否定的な感情を抱く可能性がある。もちろん、評価の高いアイテムがユーザーに推奨されるはずである。この2つの動機に基づき、類似性と感情評価の組み合わせることで、候補アイテムごとのランキングスコアを算出することができる。
感情分析を行うことの本質的な難しさとは別に、感情分析をレビューやフィードバックに適用する場合、スパムや偏ったレビューという課題にも直面する。これに対し、各レビューの有用性を評価することに重点を置いた研究がなされている。書き方が不十分なレビューやフィードバックは、レコメンダーシステムにとってほとんど役に立たない。さらに、よく書かれているレビューが、特定の製品の販売を妨害するように意図されている場合、レコメンダーシステムにとって有害となる可能性もある。
研究により、ユーザーが生成した長文のテキストと短文のテキストは、異なる扱いをする必要があることが明らかになった。興味深いことに、短文のテキストでは無関係な情報を除外しやすいため、長文よりも有益な場合があるという。長文のテキストを長くしても、テキスト内の特徴や感情の数が比例して増えるとは限らない。
Lamba & Madhusudhanは、今日の図書館利用者の情報ニーズに対応するため、Twitterなどのソーシャルメディアから感情分析の結果を再パッケージ化し、さまざまな形式で利用できる時間ベースの統合化サービスとして新たな方法を紹介した。また、ソーシャルメディアマイニングと感情分析を利用した、図書館の新しいマーケティング方法も提案している。